# Russell 3
Komet Russell 3 (uradno ime je 91P/Russell, tudi 91P/Russell 3), je periodični komet z obhodno dobo okoli 7,7 let.
Komet pripada Jupitrovi družini kometov.

## Odkritje
Komet je odkril Kenneth S. Russell 14. junija 1983 s pomočjo Schmidtovega teleskopa na Observatoriju Siding Spring v Avstraliji.